# Виламар
Виламар (итал. Villamar) је насеље у Италији у округу Медио Кампидано, региону Сардинија.
Према процени из 2011. у насељу је живело 2788 становника. Насеље се налази на надморској висини од 112 м.

## Становништво
| 1931. | 1936. | 1951. | 1961. | 1971. | 1981. | 1991. | 2001. | 2011. |
| ----- | ----- | ----- | ----- | ----- | ----- | ----- | ----- | ----- |
| 2.675 | 2.876 | 3.301 | 3.369 | 3.057 | 3.196 | 3.147 | 2.960 | 2.872 |